# Chênehutte-les-Tuffeaux
Chênehutte-les-Tuffeaux is een voormalige gemeente in het Franse departement Maine-et-Loire in de regio Pays de la Loire. Chênehutte-les-Tuffeaux maakte deel uit van het arrondissement Saumur.

## Geschiedenis
De gemeente is in 1794 ontstaant door de samenvoeging van de toenmalige gemeenten Chênehutte en Les Tuffeaux.
Op 1 januari 1973 fuseerde Chênehutte-les-Tuffeaux met Trèves-Cunault tot de gemeente Chênehutte-Trèves-Cunault, die op 1 januari 2016 opging in de gemeente Gennes-Val-de-Loire.
Chênehutte · Cunault · Gennes · Grézillé · Les Rosiers-sur-Loire · Saint-Martin-de-la-Place · Le Thoureil · Trèves · Les Tuffeaux

Voormalige gemeenten: Chênehutte-les-Tuffeaux · Trèves-Cunault